# Épreville-en-Lieuvin
Pour les articles homonymes, voir Épreville (homonymie).
Épreville-en-Lieuvin est une commune française située dans le département de l'Eure en région Normandie.

## Géographie

### Localisation
Épreville-en-Lieuvin est une commune de l'Ouest du département de l'Eure. Elle se situe au cœur de la région naturelle du Lieuvin, au sud de la ligne de crête entre Saint-Georges-du-Vièvre et Lieurey. Son paysage, qui se distingue par une absence de relief et par une importance croissante des parcelles consacrées à la culture, conserve de nombreux éléments végétaux tels que des vergers et des haies bocagères. À vol d'oiseau, le bourg se situe à 13 km au nord-ouest de Bernay, à 17 km au sud-ouest de Pont-Audemer, à 23,5 km à l'est de Lisieux et à 49 km au nord-ouest d'Évreux.
| Noards                            | Lieurey              | Saint-Jean-de-la-Léqueraye          |
| Heudreville-en-Lieuvin            | Épreville-en-Lieuvin | Saint-Georges-du-Mesnil, Giverville |
| Heudreville-en-Lieuvin, Le Favril | Le Favril            | Giverville                          |

### Hydrographie
La commune est située dans le bassin Seine-Normandie. Elle n'est drainée par aucun cours d'eau,.

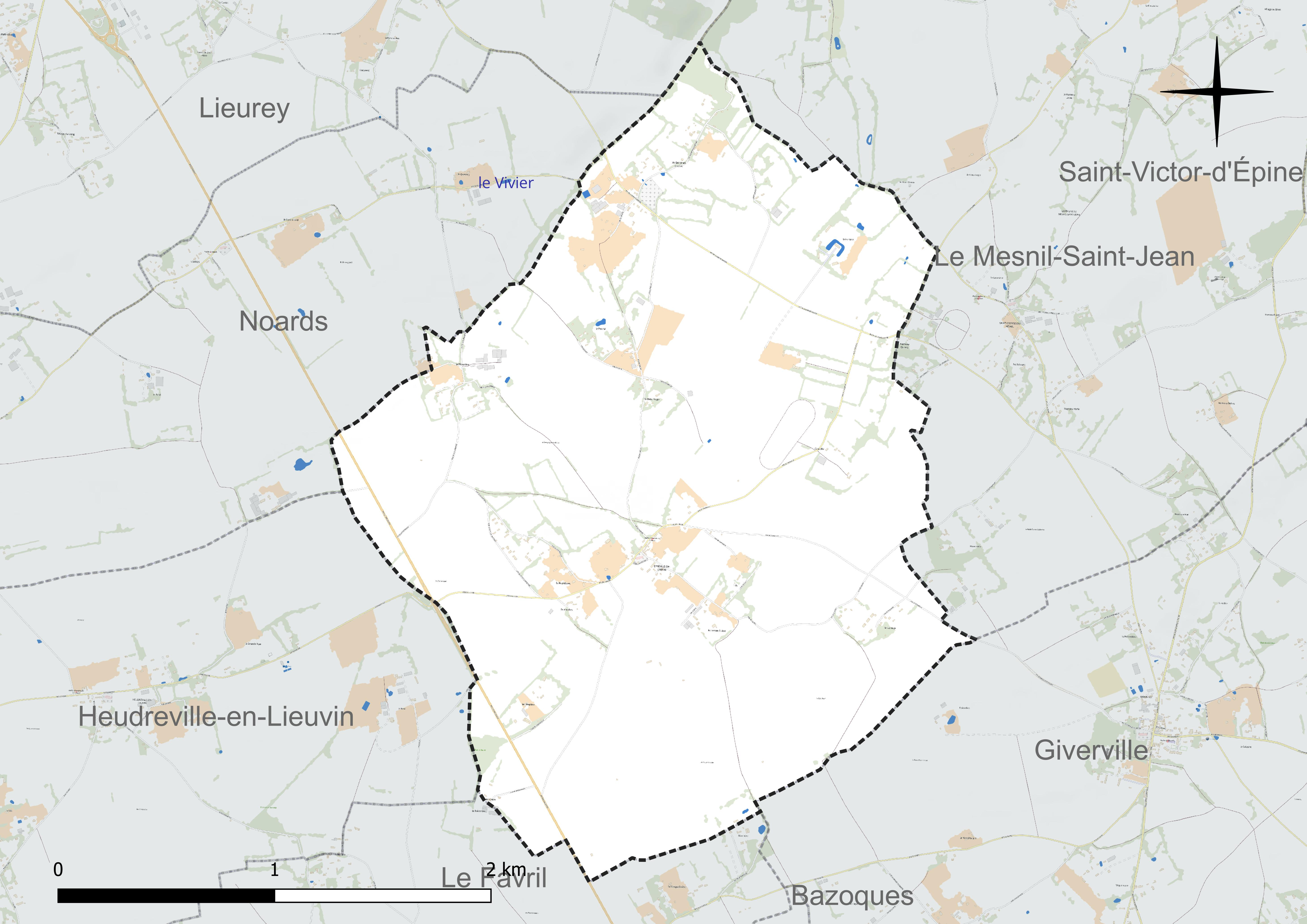
Réseau hydrographique d'Épreville-en-Lieuvin.

### Climat
Pour des articles plus généraux, voir Climat de la Normandie et Climat de l'Eure.
En 2010, le climat de la commune est de type climat océanique altéré, selon une étude du CNRS s'appuyant sur une série de données couvrant la période 1971-2000. En 2020, Météo-France publie une typologie des climats de la France métropolitaine dans laquelle la commune est exposée à un climat océanique et est dans la région climatique  Côtes de la Manche orientale, caractérisée par un faible ensoleillement (1 550 h/an) ; forte humidité de l’air (plus de 20 h/jour avec humidité relative > 80 % en hiver), vents forts fréquents. Parallèlement le GIEC normand, un groupe régional d’experts sur le climat, différencie quant à lui, dans une étude de 2020, trois grands types de climats pour la région Normandie, nuancés à une échelle plus fine par les facteurs géographiques locaux. La commune est, selon ce zonage, exposée à un « climat contrasté des collines », correspondant au Pays d’Auge, Lieuvin et Roumois, moins directement soumis aux flux océaniques et connaissant toutefois des précipitations assez marquées en raison des reliefs collinaires qui favorisent leur formation.
Pour la période 1971-2000, la température annuelle moyenne est de 10 °C, avec  une amplitude thermique annuelle de 13,2 °C. Le cumul annuel moyen de précipitations est de 848 mm, avec 12,7 jours de précipitations en janvier et 8,8 jours en juillet. Pour la période 1991-2020, la température moyenne annuelle observée sur la station météorologique la plus proche, située sur la commune de Lieurey à 4 km à vol d'oiseau, est de 11,3 °C et le cumul annuel moyen de précipitations est de 893,1 mm,. Pour l'avenir, les paramètres climatiques de la commune estimés pour 2050 selon différents scénarios d’émission de gaz à effet de serre sont consultables sur un site dédié publié par Météo-France en novembre 2022.

## Urbanisme

### Typologie
Au 1er janvier 2024, Épreville-en-Lieuvin est catégorisée commune rurale à habitat très dispersé, selon la nouvelle grille communale de densité à 7 niveaux définie par l'Insee en 2022.
Elle est située hors unité urbaine et hors attraction des villes,.

### Occupation des sols
L'occupation des sols de la commune, telle qu'elle ressort de la base de données européenne d’occupation biophysique des sols Corine Land Cover (CLC), est marquée par l'importance des territoires agricoles (99,4 % en 2018), une proportion identique à celle de 1990 (99,4 %). La répartition détaillée en 2018 est la suivante : 
terres arables (62 %), prairies (37,4 %), forêts (0,6 %). L'évolution de l’occupation des sols de la commune et de ses infrastructures peut être observée sur les différentes représentations cartographiques du territoire : la carte de Cassini (XVIIIe siècle), la carte d'état-major (1820-1866) et les cartes ou photos aériennes de l'IGN pour la période actuelle (1950 à aujourd'hui).

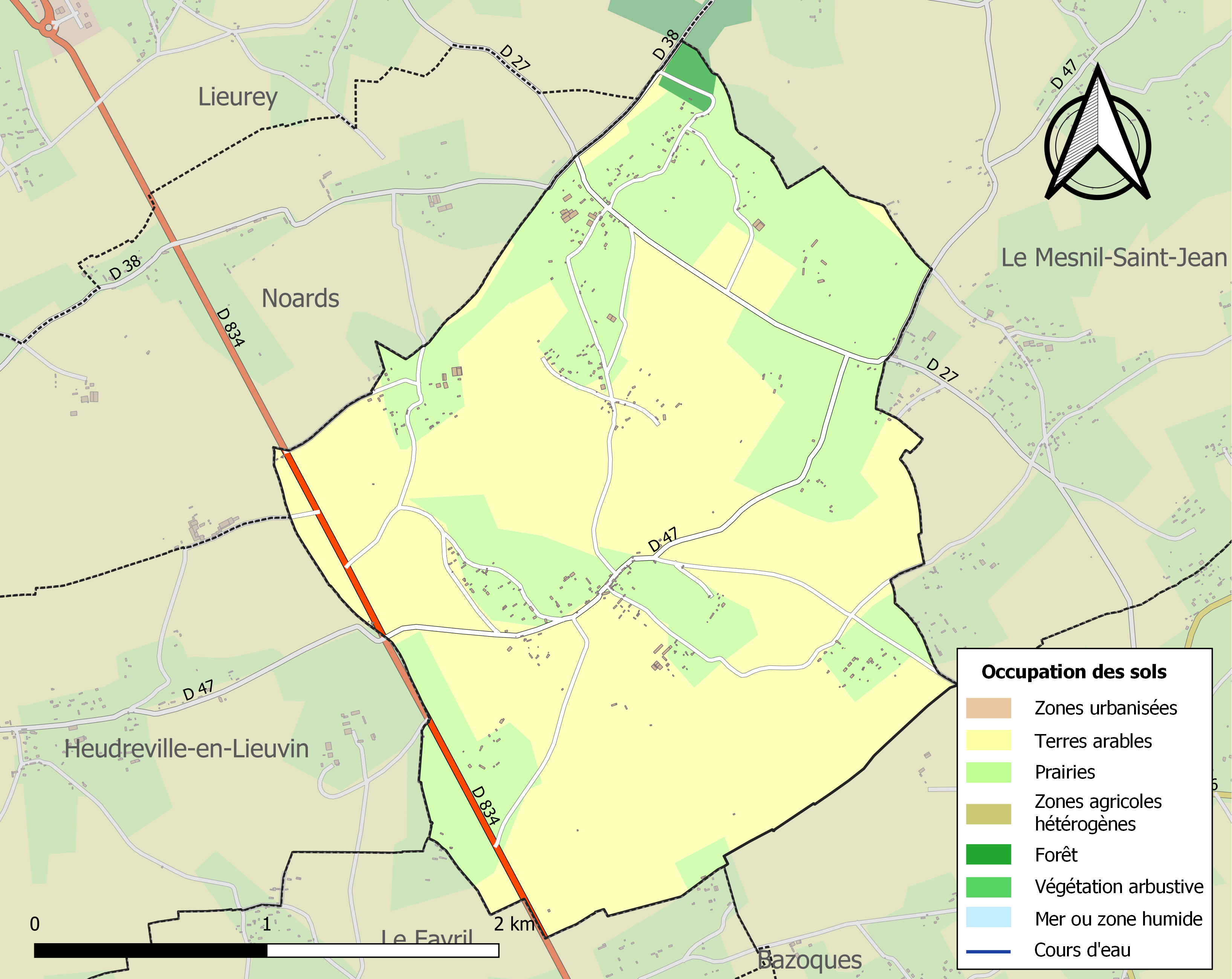
Carte des infrastructures et de l'occupation des sols de la commune en 2018 (CLC).

## Toponymie
Le nom de la localité est attesté sous la forme Esprevilla (sans date), Esperville en 1469, Espreville en Lieuvin en 1532 (aveu de Suzanne de Bourbon).
Voir toponymie de Épreville-près-le-Neubourg
Le Lieuvin est une région naturelle située à l'ouest du département l'Eure.

## Politique et administration

### Liste des maires successifs
| Période                                  | Période  | Identité             | Étiquette | Qualité  |
| ---------------------------------------- | -------- | -------------------- | --------- | -------- |
| mars 2001                                | 2020     | Jean-Claude Jourdan  | DVD       | Retraité |
| 2020                                     | En cours | Jean-Nicolas Joubert |           |          |
| Les données manquantes sont à compléter. |          |                      |           |          |

### Jumelage
Les quatorze communes de l’ancien canton de Saint-Georges-du-Vièvre sont jumelées avec :
- Slimbridge (Royaume-Uni)

## Démographie
L'évolution du nombre d'habitants est connue à travers les recensements de la population effectués dans la commune depuis 1793. Pour les communes de moins de 10 000 habitants, une enquête de recensement portant sur toute la population est réalisée tous les cinq ans, les populations de référence des années intermédiaires étant quant à elles estimées par interpolation ou extrapolation. Pour la commune, le premier recensement exhaustif entrant dans le cadre du nouveau dispositif a été réalisé en 2007.

En 2022, la commune comptait 199 habitants, en évolution de −1 % par rapport à 2016 (Eure : −0,25 %, France hors Mayotte : +2,11 %).
| 1793 | 1800 | 1806 | 1821 | 1831 | 1836 | 1841 | 1846 | 1851 |
| ---- | ---- | ---- | ---- | ---- | ---- | ---- | ---- | ---- |
| 703  | 673  | 677  | 670  | 656  | 642  | 626  | 606  | 624  |

| 1856 | 1861 | 1866 | 1872 | 1876 | 1881 | 1886 | 1891 | 1896 |
| ---- | ---- | ---- | ---- | ---- | ---- | ---- | ---- | ---- |
| 588  | 590  | 596  | 516  | 469  | 437  | 400  | 343  | 323  |

| 1901 | 1906 | 1911 | 1921 | 1926 | 1931 | 1936 | 1946 | 1954 |
| ---- | ---- | ---- | ---- | ---- | ---- | ---- | ---- | ---- |
| 330  | 277  | 273  | 215  | 216  | 209  | 181  | 200  | 197  |

| 1962 | 1968 | 1975 | 1982 | 1990 | 1999 | 2006 | 2007 | 2012 |
| ---- | ---- | ---- | ---- | ---- | ---- | ---- | ---- | ---- |
| 194  | 201  | 180  | 192  | 145  | 169  | 176  | 177  | 209  |

| 2017 | 2022 | - | - | - | - | - | - | - |
| ---- | ---- | - | - | - | - | - | - | - |
| 195  | 199  | - | - | - | - | - | - | - |

## Culture locale et patrimoine

### Lieux et monuments

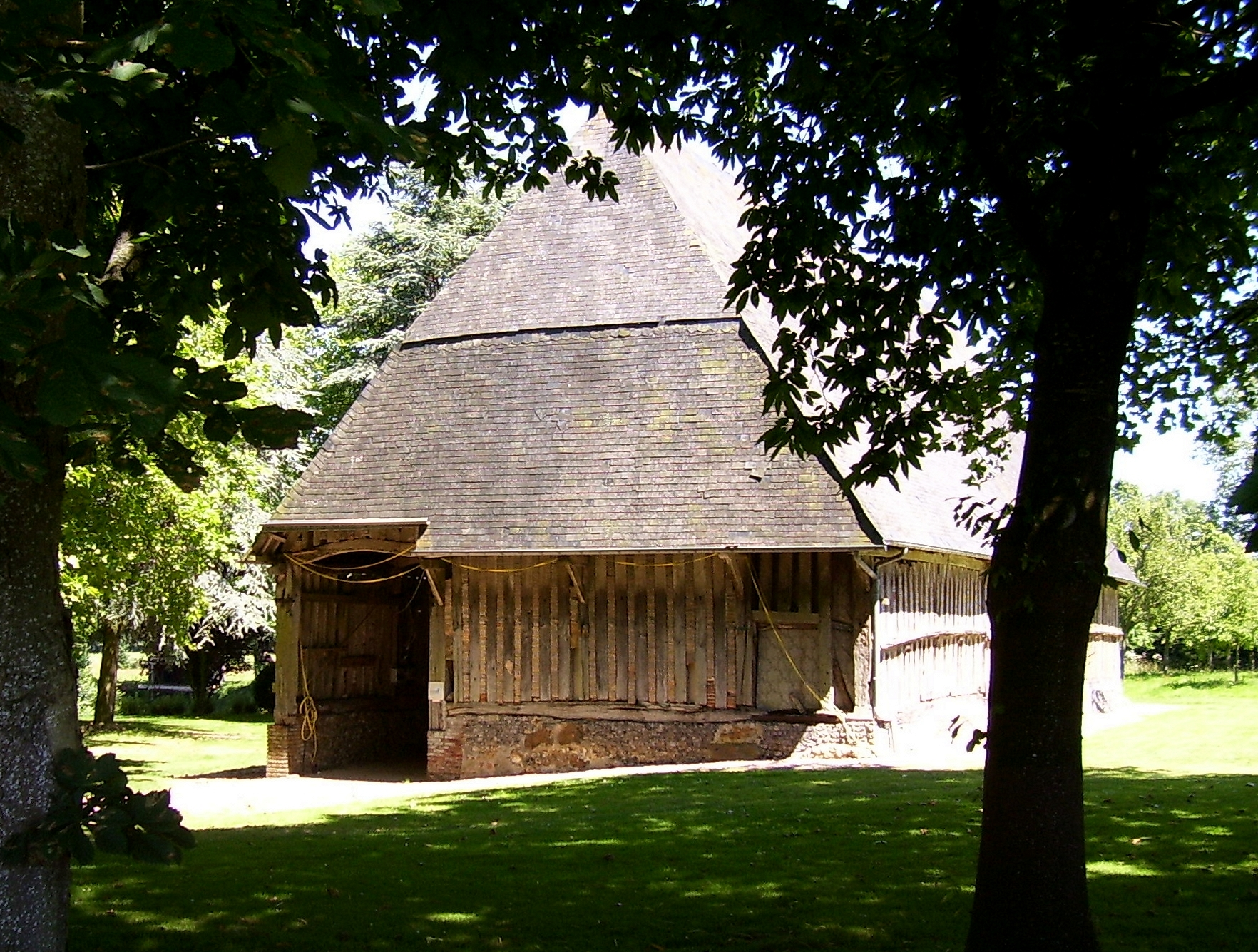
La grange de la Fortière

La commune d'Épreville-en-Lieuvin compte trois édifices inscrits au titre des monuments historiques :
- La grange de la Fortière (XVIe)  Inscrit MH (2006)[27]. Cette grange, qui appartient au domaine du manoir de la Fortière, se présente comme un bâtiment en pan de bois sur solin de maçonnerie. Les éléments décoratifs sont rares sur ce genre d'édifice. En effet, l'entre colombage, à l'origine en torchis, a été refait en tuileau (certainement au XVIIIe siècle).
- L'église (XIVe et XVIe)  Inscrit MH (1954)[28]. Dédiée à saint Pierre et à saint Michel, cette église présente la particularité d'avoir un clocher de forme conique[29]. La cloche actuelle date de 1862. À l’intérieur, il est possible d'admirer un retable et un vitrail de l’atelier Duhamel-Marette, représentant saint Georges terrassant un dragon[30].
- Le calvaire (XVIe)  Inscrit MH (1930)[31].

Par ailleurs, plusieurs autres monuments sont inscrits à l'inventaire général du patrimoine culturel :
- Deux maisons : l'une du XVIIIe siècle au lieu-dit la Pilonnière[32], et l'autre, du XIXe siècle, au lieu-dit Tilly[33] ;
- Un château du XVIe siècle au lieu-dit la Fortière[34]. Le logis est construit en brique et calcaire à bossage. Il a été endommagé par un incendie, en 1911.
- Une ferme du XIXe siècle au lieu-dit le Bosc Roger[35] ;

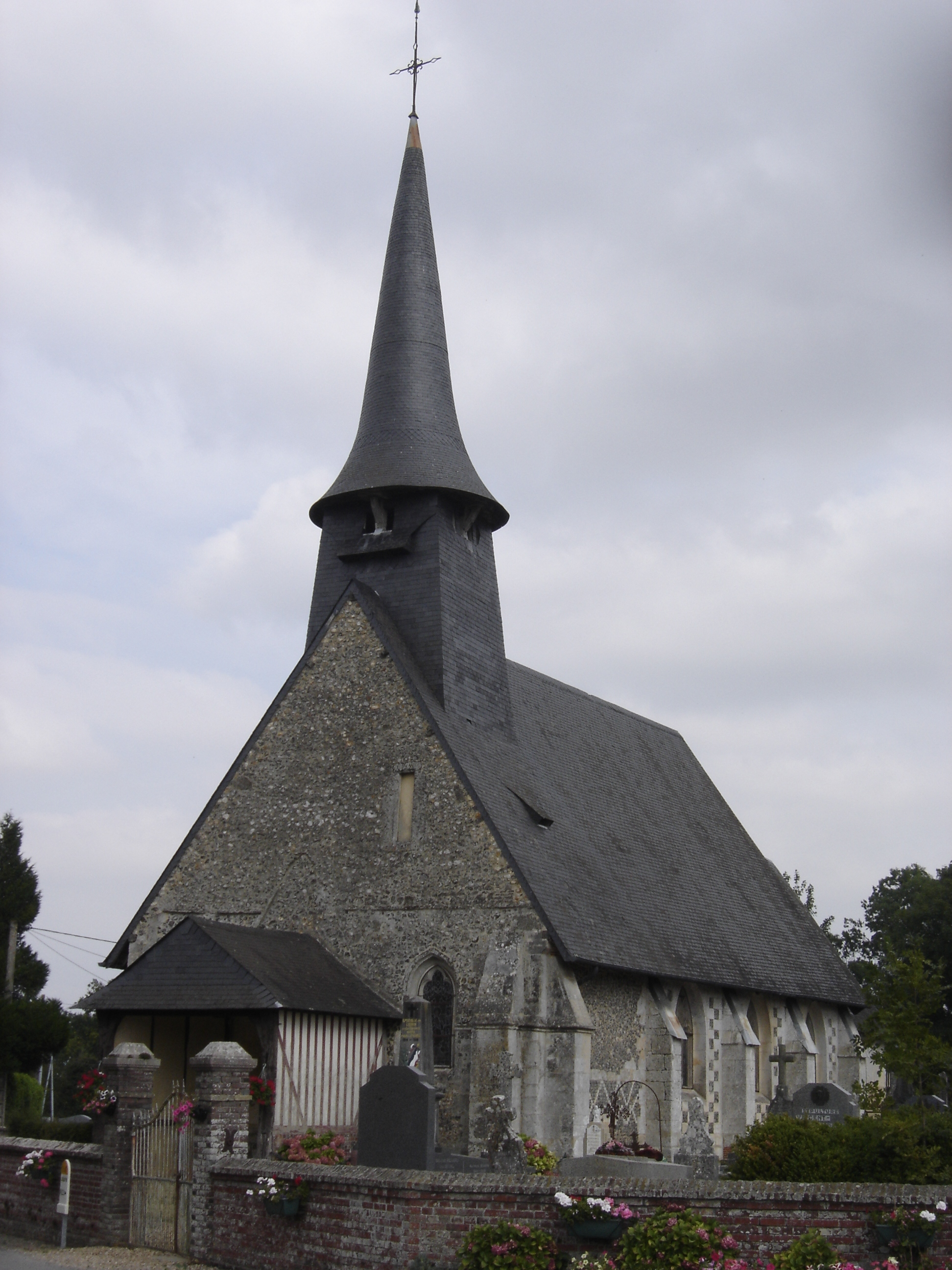
L'église Saint-Pierre.
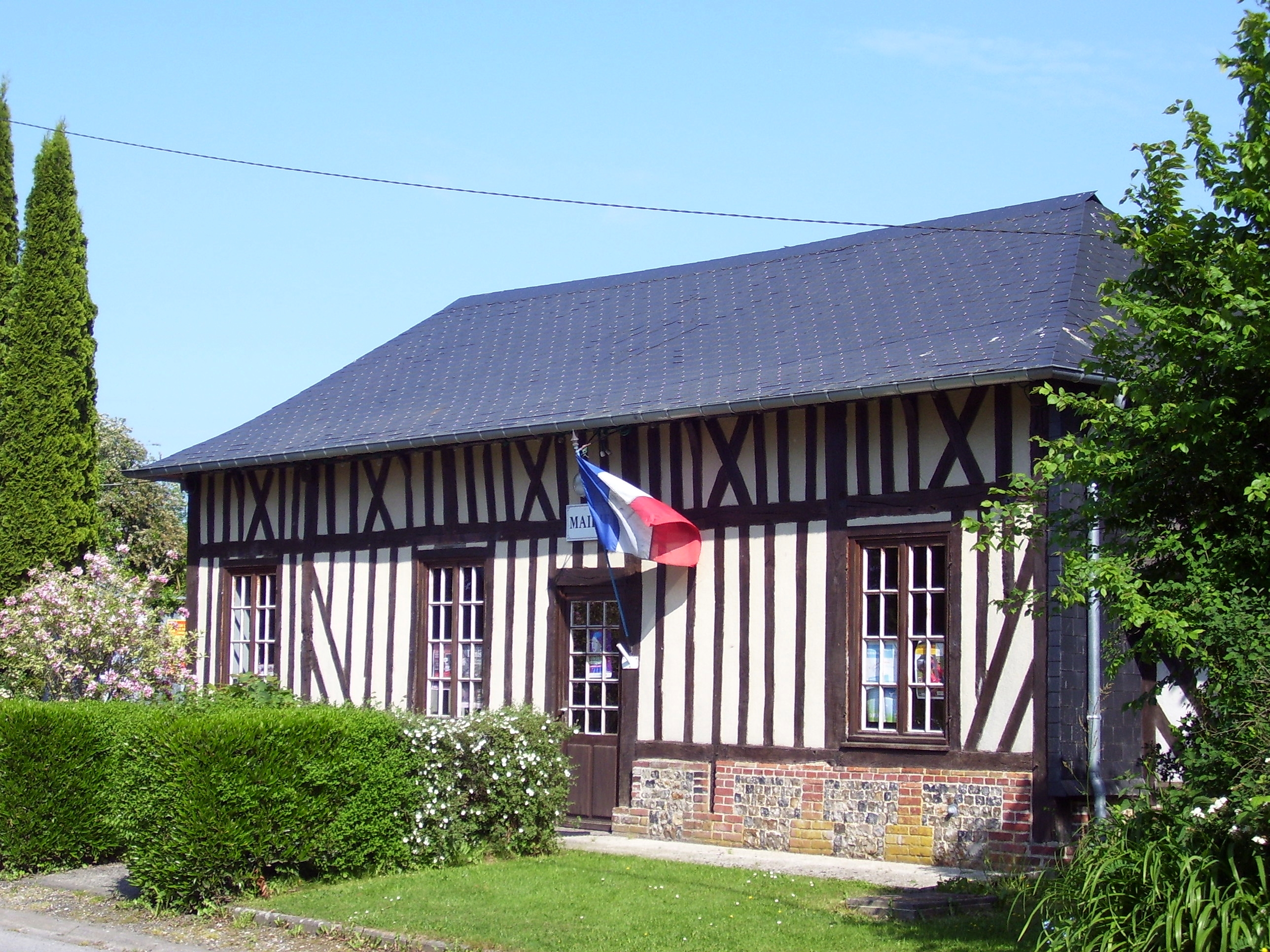
La mairie.
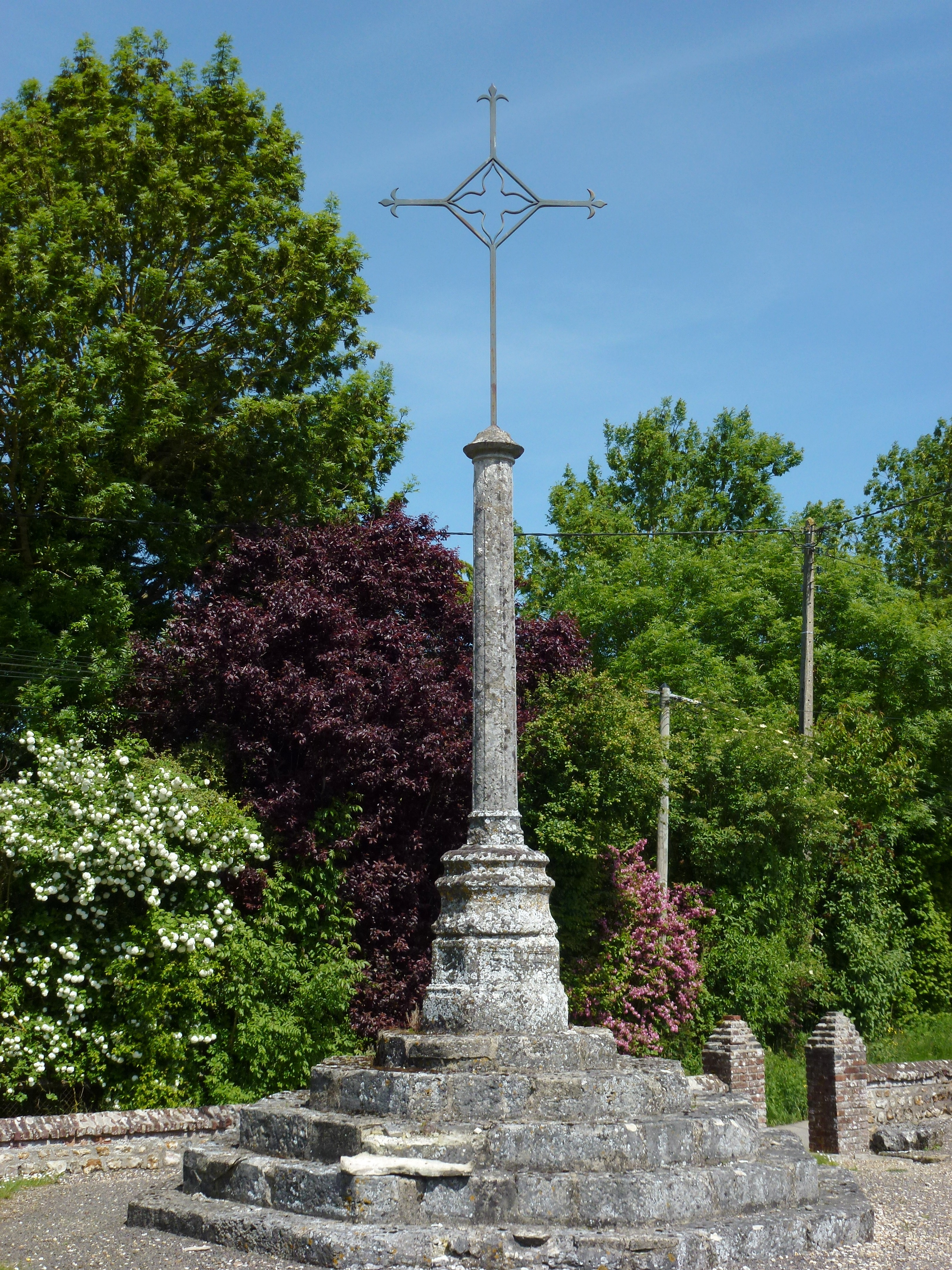
La croix de cimetière.
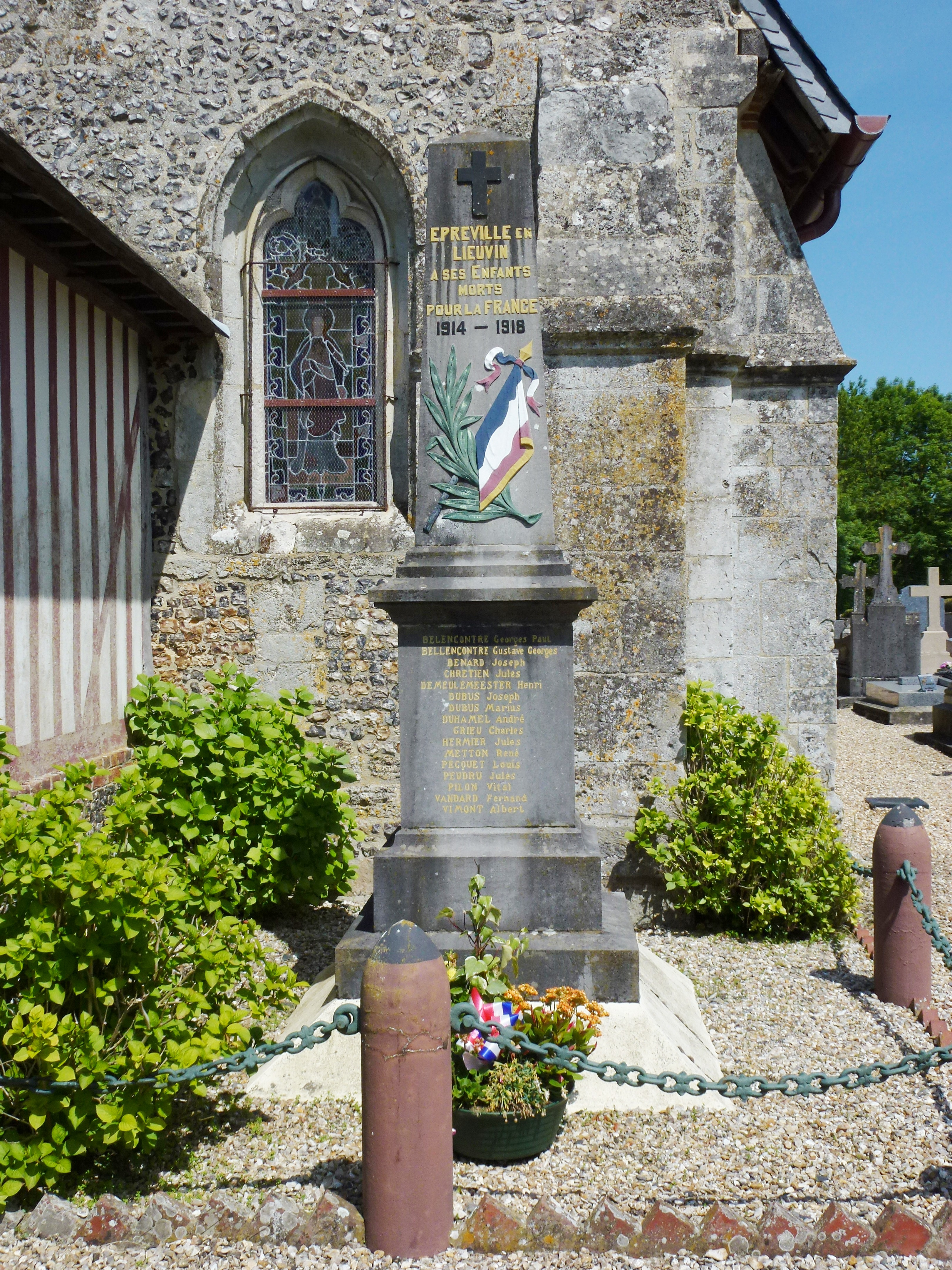
Le monument aux morts.